# Leptocythere baltica
Leptocythere baltica är en kräftdjursart som beskrevs av Walter Klie 1929. Leptocythere baltica ingår i släktet Leptocythere och familjen Leptocytheridae. Arten är reproducerande i Sverige. Inga underarter finns listade i Catalogue of Life.